# Hip hop brasileño

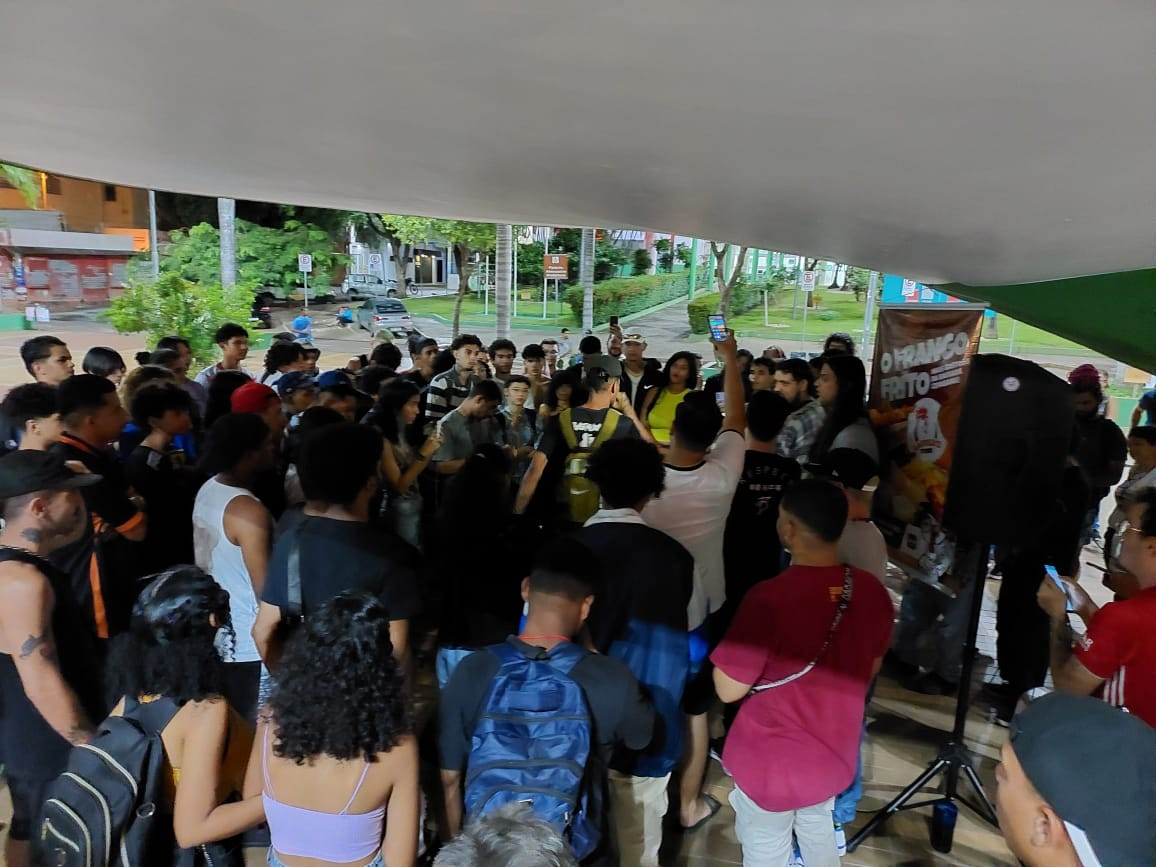
Batalla de rap realizada en la plaza Alencastro de Cuiabá, Mato Grosso.

El hip hop brasileño es un movimiento cultural que abarca varios estilos de música rap así como diferentes manifestaciones artísticas como grafiti o breakdance hechos en Brasil.

## Rap
El rap surgió en Brasil al final de la década de los y auge en la década de los 80, por los años 1985/86 con grupos de la periferia que se reunían en la estación de São Bento en el metro de São Paulo, lugar donde el movimiento punk comenzaba a surgir. En esta época, los punks no aceptaban el rap, pues consideraban que este estilo musical era algo violento y típicamente de las favelas de la periferia. Los primeros en frecuentar la estación fueron los que bailaban breakdance.
En Brasil existen diversos géneros de rap, que abordan una temática más relacionada con la periferia (zonas pobres) y su modo de vida, con críticas explícitas a la alta sociedad y a la policía. Dentro de este género, son populares agrupaciones como Marcelo D2, Racionais MC's, MV Bill, GOG, Black Alien, Fausto Fawcett, o el difunto Sabotage. Otras bandas del gangsta rap son Consciência Humana, Face da Morte, Realidade Cruel y Cirurgia Moral.
Hay dos tendencias: la underground, encabezada por MC's como Projota, Criolo o Emicida y la comercial, en la cual C4bal es el más destacado.

## Grafiti
El grafiti brasilero tiene a Os Gemeos como sus exponentes más clásicos (desde los 80s) y reconocidos a nivel mundial por la exquisites y originalidad de sus murales. La aportación brasileña más novedosa al ámbito del grafiti es la llamada pixação.

## Listado de canciones más conocidas
Estas son algunas de las canciones más conocidas
| - Profissão MC - Marcelo D2 - Desabafo - Marcelo D2 - CPI da favela - GOG - Negro drama - Racionais MC's - Fim de semana no parque - Racionais MC's - Vida loka - Racionais MC's - Vida loka - parte 2 - Racionais MC's - Rua Augusta - Emicida - Projeção - Projota - Um bom lugar - Sabotage - Respeito é pra quem tem - Sabotage - Feito no Brasil - Face da Morte - Acendam as luzes - Rashid |

## MC's y grupos brasileños de rap

### São Paulo
Grupos
- 509-E
- Apocalipse 16
- Consciência Humana
- DBS e a Quadrilha
- De Menos Crime
- Detentos do Rap
- Facção Central
- Face da Morte
- Motirô
- Pavilhão 9
- Pentágono
- Racionais MC's
- Realidade Cruel
- RZO
- SNJ
- Thaíde & DJ Hum
- U-Time
- Haikaiss

MC's
- Criolo
- Dexter
- Yzalú
- DJ Hum
- Eduardo
- Edy Rock
- Emicida
- Gabriel O' Pensador
- Ice Blue
- Kamau
- MC Rashid
- Mano Brown
- Max B.O.
- MC Rashid
- Ndee Naldinho
- Negra Li
- Pregador Luo
- Projota
- Rappin' Hood
- Sabotage (rapero)
- Thaíde
- Xis
- Sombra
- Shaw
- Projota
- Nocivo Shomon

### Río de Janeiro
Grupos
- Cacife Clandestino
- Black Alien & Speed
- Planet Hemp
- Quinto Andar
- Oriente

MC's
- Black Alien
- BNegão
- De Leve
- Gabriel o Pensador
- Mr. Thug
- Marcelo D2
- Marechal
- MV Bill
- Nega Gizza
- Speedfreaks
- Shawlin

### Brasilia
MC's
- DJ Jamaika
- GOG